# Dominique Issermann
Dominique Issermann (ur. 11 kwietnia 1947 w Paryżu) – francuska fotografka. 
Studiowała literaturę na Sorbonie. Przez pewien czas związana z Leonardem Cohenem, którego fotografowała i wyreżyserowała jego wideoklip First We Take Manhattan. Wśród wielu wyróżnień, które otrzymała za swoją pracę, Dominique Issermann jest pierwszą kobietą, która otrzymała odpowiednik Oscara za fotografię mody na French Fashion Awards w 1987 roku. W styczniu 2007 została Oficerem francuskiego Orderu Sztuki i Literatury, a w marcu 2012 została odznaczona Narodowym Orderem Zasługi.